# Nguyễn Khánh
Nguyễn Khánh (Trà Vinh, 8 novembre 1927 – San Jose, 11 gennaio 2013) è stato un politico, generale e ambasciatore vietnamita.

## Biografia
Nacque nella provincia di Trà Vinh in Vietnam. Era figlio di un proprietario di un nightclub a Da Lat, che aderì ai Viet Minh, guidati da Hồ Chí Minh per liberare il Vietnam dal colonialismo francese. Abbandonò i combattenti quando apprese che le loro aspirazioni erano quelle di governare il Vietnam sotto un sistema comunista. Successivamente aderì all'Esercito Nazionale Vietnamita sotto il comando dell'imperatore Bảo Đại nella Prima Guerra Indocinese contro i Viet Minh.

### Carriera militare
Nel 1946, si diplomò all'accademia militare francese Saint-Cyr/Coetquidam in Francia. Nel 1947, si diplomò all'Accademia Militare Vien Dong (Dap Da) e all'Accademia Militare Saint Saumur (Francia), con il grado di tenente. Il suo primo incarico fu Comandante di plotone del 1º Battaglione, Ufficiale addetto al Primo Ministro.
Nel 1949-52, fu tenente a capo della 1ª Compagnia Paracadutisti in Vietnam. Successivamente fu promosso Capitano e comandò il primo Battaglione Paracadutisti, partecipando all'operazione Hoa-Binh nel Vietnam settentrionale, sotto il comando del generale Jean de Lattre de Tassigny. Nel 1953-55, fu maggiore al comando del 13º ARVN alla suddivisione di Can Tho, nel Vietnam del Sud. Fu promosso Tenente colonnello al comando dell'11ª Divisione Leggera. Comandò la "Zone de l'Ouest" trasferta dal Comando francese divenendo il primo Comandante delle Forze Armate vietnamite.
Nel 1956-57 fu promosso colonnello e comandò la 1ª Divisione di fanteria stanziata al 17º parallelo. Fu scelto per partecipare al Command and General Staff College dell'esercito statunitense: Ft. Leavenworth, nel Kansas, U.S. Joint & Combined School a Okinawa, in Giappone. Si laureò in Francia, presso l'Alto Comando Statunitense come capo di Stato Maggiore. Nel novembre 1960, già generale, contribuì a sventare un tentativo di deporre il presidente del paese, Ngô Đình Diệm, che in quel momento, aveva un forte sostegno del Governo degli Stati Uniti, che in quel momento stava passando dall'amministrazione Eisenhower a quella di John Fitzgerald Kennedy. Durante la guerra del Vietnam fu il fedele generale di Diem.

### Politica
Nel 1963 partecipò al rovesciamento del presidente Diem, da una giunta militare guidata da generali sudvietnamiti. Sebbene il generale Khanh avesse svolto un ruolo nella deposizione di Presidente Diem, non fu scelto per essere il 12° uomo del Consiglio militare rivoluzionario che prese il controllo del governo. Il 30 gennaio 1964, prese il controllo del governo del Vietnam del Sud, senza colpo ferire, gettando il suo vecchio compagno di poker Gen. Ton That Dinh in carcere insieme a molti altri leader della giunta militare. Il suo è stato un governo tempestoso sia come premier che come capo delle forze armate sud-vietnamite.
Il suo governo è durato solo un anno: nel mese di febbraio 1965 è stato deposto da una giunta di quattro ufficiali subalterni. Gli è stato frettolosamente dato il titolo di ambasciatore in generale ma il generale Khanh non avrebbe mai più potuto giocare un ruolo significativo nel futuro del suo paese. Durante la caduta di Saigon, il 30 aprile 1975, ha lasciato il Vietnam con la moglie e quattro figli, prima di stabilirsi in Francia e poi trasferirsi negli Stati Uniti.
Nel 1995 si era autoproclamato capo del Governo Libero del Vietnam in esilio (Free Vietnam in Exile) che aveva sede nel retrobottega di un piccolo negozio a Garden Grove, California.

### Morte
Nguyen Khanh è deceduto per complicazioni diabetiche a San Jose, California, l'11 gennaio 2013: aveva 85 anni.